# Бельвіньї
Бельвіньї (фр. Bellevigny) — муніципалітет у Франції, у регіоні Пеї-де-ла-Луар, департамент Вандея. Бельвіньї утворено 1 січня 2016 року шляхом злиття муніципалітетів Бельвіль-сюр-Ві i Саліньї. Адміністративним центром муніципалітету є Бельвіль-сюр-Ві. Населення — 6235 осіб (01.01.2021).